# Tibouchina gaudichaudiana
Tibouchina gaudichaudiana är en tvåhjärtbladig växtart som först beskrevs av Dc., och fick sitt nu gällande namn av Henri Ernest Baillon. Tibouchina gaudichaudiana ingår i släktet Tibouchina och familjen Melastomataceae. Inga underarter finns listade i Catalogue of Life.

## Bildgalleri

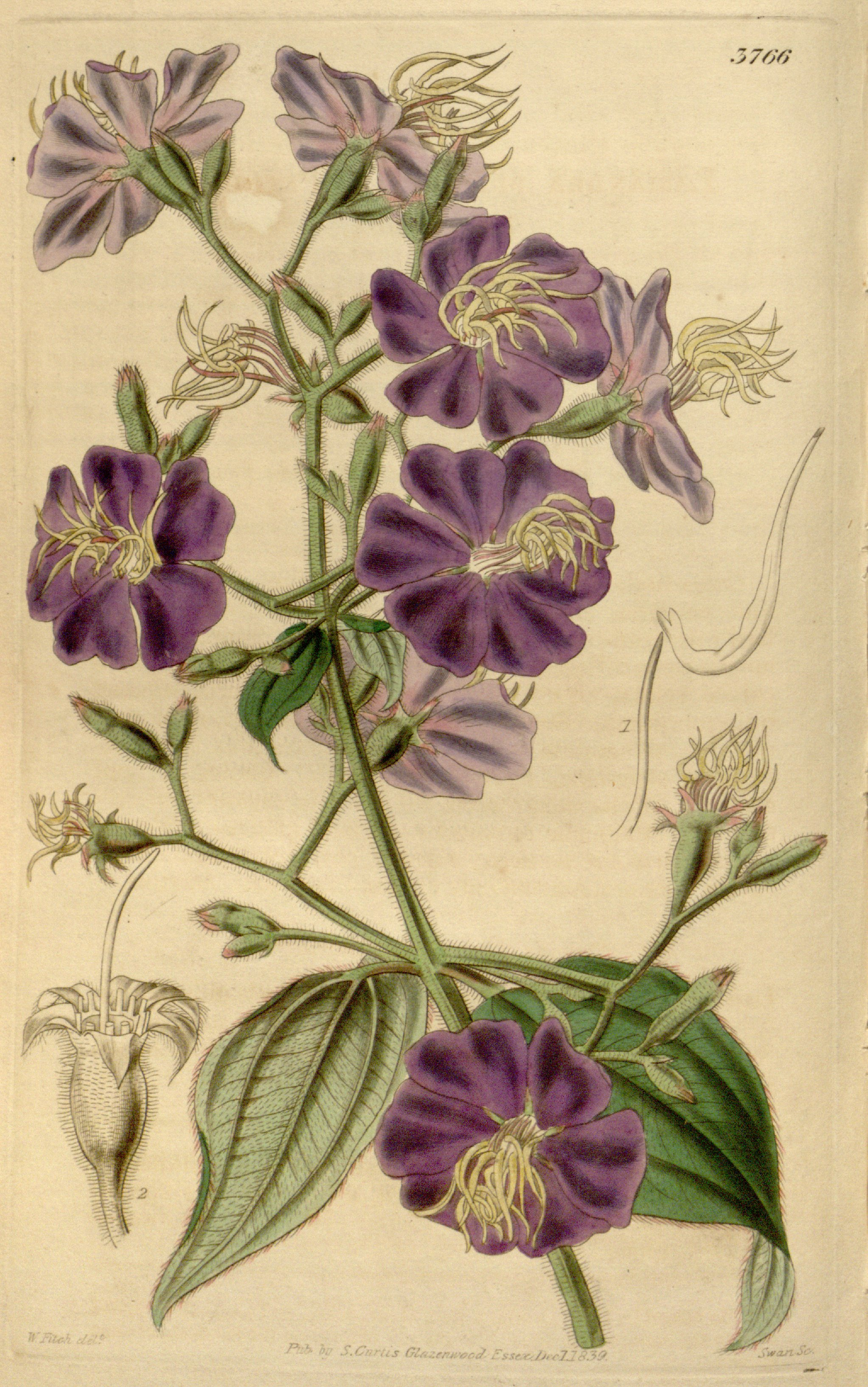